# Peter Nocke
Peter Nocke (n. 25 octombrie 1955, Velbert, Republica Federală Germania, Germania – , Langenberg, Renania de Nord-Westfalia, Germania) este un înotător german, medaliat olimpic. A participat la o ediție a Jocurilor Olimpice (1976) în care a câștigat două medalii de bronz.